# Canal 21
Canal 21 (também conhecido como Rede 21) é uma rede de televisão comercial aberta brasileira com sede na cidade de São Paulo. Pertencente ao Grupo Bandeirantes de Comunicação. Desde 1º de maio de 2024 voltou a retransmitir a programação da TV Universal.

## História

### 1996–2003: Início das atividades
Com uma concessão de sinal UHF obtida pelo Grupo Bandeirantes de Comunicação em 1989; a Rede 21 entrou no ar em 21 de outubro de 1996, inicialmente transmitindo apenas para Grande São Paulo era chamado de Canal 21 São Paulo ou apenas Canal 21, tendo programação especializada apenas para capital paulista e funcionava das 12h às 0h. O projeto artístico e a grade de programação do canal foram criados pelos jornalistas e produtores de TV, Rogério Brandão e Alberto Luchetti para a família Saad, proprietária da concessão do canal. O conceito inicial do canal era de uma televisão urbana, com notícias ao vivo, linguagem radiofônica, prestação de serviços e entretenimento. O visual do canal foi projetado para ser moderno e arrojado, diferenciando-se do que era feito em outras televisões na época.
A primeira imagem a ir ao ar foi a de um bombeiro escalando a torre da própria televisão, na Avenida Doutor Arnaldo, enquanto ele narrava o percurso através de um micro headphone. Na mão, ele levava uma faixa com símbolo oval do Canal 21 em vermelho e branco. Ao chegar no topo, a faixa foi aberta, tremulando ao vento; em boa parte as imagens foram feita pelo helicóptero que carregava câmera). Essa ideia era para homenagear todos os heróis anônimos da cidade de São Paulo representada pelo soldado do Corpo de Bombeiros, uma organização exemplar e solidária.
Logo depois,começou o primeiro programa: Jornal Meio-Dia, com José Nello Marques e Silvânia Alves, com uma hora de duração. Câmeras do trânsito, Links era uma inovação na época, e reportagens rápidas, em plano sequência. Em seguida, entrava no ar o Jogo Aberto, programa de esportes, com Ricardo Capriotti (posteriormente o nome Jogo Aberto seria utilizado pela própria Rede Bandeirantes para o atual programa de Renata Fan). No alto da tela, em ambos os lados, um gerador de caracteres informava a temperatura e a hora exata na cidade informando ao paulistano as condições de tempo. Um serviço diferenciado que atraía muitos telespectadores.
A tarde era preenchida por séries de TV e videoclipes exibidos no Top Teen. Para fechar as horas cheias, entrava imagem de peixes nadando. A ideia foi de Rogério Brandão, diretor de programação. Era um aquário real, gravado no Oceanarium, que ficava no Shopping Morumbi. Essa intervenção, inspirada pelo vídeo-artista sul-coreano Nam June Paik, que tinha programa experimental no canal americano PBS em Arlington, VA, chamado de TV Fish que abria e encerrava a programação. A trilha sonora new age era do filme Deep Blue, considerado cult do cinema francês com o ator Jean Reno.[carece de fontes?]
Às seis da tarde entrava no ar o Jornal São Paulo, com Marco Antonio Sabino e Luciana Bonafé. Com uma hora de duração, ao vivo, trazia entrevistas no estúdio, câmeras do trânsito, etc. Depois às oito da noite, entrava um filme. E às dez da noite, entrava no ar o telejornal de maior tempo de exibição na emissora: Jornal Dez, apresentado por Eduardo Castro. Tinha 30 minutos de duração e com reportagens nacionais e internacionais, reutilizando produções do Jornal Bandeirantes (que em 1997, mudou nome para Jornal da Band, na época, apresentado por Paulo Henrique Amorim).
Havia outros programas na grade, como o Trânsito Livre, das 6h as 8h da manhã, com Roberto Scaringella e Fernanda Ortiz, bem como o Circular apresentado por Maria Cristina Poli, no qual as entrevistas eram realizadas dentro de um ônibus e as sessões de filmes e séries que ocupavam a grade do canal.
Em 1999, o Canal 21 estreou no cenário nacional, através das antenas parabólicas, em sinal aberto e digital na BrasilSat B1, que estava em testes no solo brasileiro.
Em julho de 2000, ganhou a primeira afiliada: TV Super, no Canal 23 UHF em Belo Horizonte.
Em 1.º de janeiro de 2002, ganhou a primeira retransmissora: no Canal 48 UHF em Salvador e Região Metropolitana.
Em 1.º de março de 2003, a TV Marabaixo em Macapá passa a transmitir o sinal do Canal 21.
No mesmo ano, a emissora estabeleceu uma parceria com a Ultrafarma e a então pouco conhecida Pernas Vídeo Produções para desenvolver sua programação matinal. Nesse contexto, foram produzidos programas como o Programa do Jacaré, apresentado por Jerry Roberto, e o Programa Nerivan Silva. Alguns desses programas costumavam ser transmitidos no final da madrugada, especificamente às quatro horas da madrugada.

### 2003–2006: Rede 21 e expansão nacional
Em 1.º de junho de 2003, até então chamada de Canal 21, tornou-se oficialmente Rede Nacional, ao passar a ser chamada de Rede 21, com afiliação da TV Brasília, canal 6, que deixava de retransmitir a RedeTV! no Distrito Federal no dia anterior. O motivo da troca de rede é por que a TV Brasília já expandia programas locais em quase toda programação, deixando antiga rede apenas oito horas diárias, o que levou fim da parceria da afiliada com a rede desde 1999.
Em 20 de janeiro de 2004, a cidade de Rio de Janeiro passou a receber o sinal pelo Canal 54 UHF, concessão de canal de TV pertencente ao Grupo Abril. A programação na época era 7 horas de conteúdo próprios da Rede 21 e as outras 17 horas já eram de horários alugados. O canal saiu do ar no Rio de Janeiro em 2005
No decorrer do ano, passaram serem afiliadas da rede em São Luís (através da TV Athenas, pelo Canal 39 UHF desde 22 de março, ao trocar pela Rede Mulher), Recife (através da TV Olinda, pelo Canal 27 UHF desde 23 de junho, ao trocar pela CNT), Belo Horizonte (através da TV SUR, pelo Canal 24 UHF desde 1.º de julho, quando a TV Super deixou de ser afiliada, passando ser independente e passou se chamar Rede Super), Curitiba (através da TV Exclusiva, pelo Canal 59, desde 4 de outubro), Cuiabá (através da TV Cuiabá, pelo Canal 27 UHF desde 10 de novembro, que operava como estação televisiva independente); as retransmissoras de Porto Alegre (Canal 40 UHF, desde 6 de julho) e Cascavel (Canal 55 UHF, desde 20 de julho).
O ano de 2005 para a rede começa em 2 de janeiro, quando outra capital Vitória e cidades da Região Metropolitana, no Espírito Santo, passaram a receberem o sinal da rede pelo Canal 13 UHF, através da TV Litorânea.
Em 23 de março do mesmo ano, ganhou a primeira afiliada no interior de estado fora da capital: TV Chapada, no Canal 13 VHF em Chapada dos Guimarães.
Nos primeiros meses de 2005, a rede veiculava apenas cinco horas de programação, das 19h à meia-noite, porém ainda tinha novos programas próprios como por exemplo, Blog 21 apresentado pela Princesa Paola Orleans e Bragança, o rapper Xis e o humorista Felipe Xavier, porém a maior parte da grade era formada por seriados americanos e animes e Tokusatsus tal como Ultraman Tiga. Da meia-noite até às 19h, a tela é invadida por infomerciais e programas religiosos (esse é o caso de São Paulo). Em Brasília e Distrito Federal, através da TV Brasília, os programas independentes e infomerciais não vão no ar, pois a afiliada coloca programas locais, que muitas das vezes liderava audiência, até então, o espaço desses programas locais já foi menor.
Os programas Nerivan Silva, Jerry Roberto e o Programa do Jacaré, saem do ar devido ao fim do contrato envolvendo a Pernas Vídeo e a Ultrafarma. Sendo que o último, por sua vez, transferiu-se para a RedeTV!.
Até junho do mesmo ano, quando a Rede 21 que estava em presença em 14 capitais e cidades do interior com maior número de afiliadas e retransmissoras, começou a perder muitas delas depois de julho em capitais brasileiras. O Sistema TV Paulista que garantia a boa cobertura, por possuir diversas retransmissoras espalhadas em diversas capitais, passa a retransmitir os sinais de diversas redes (entre elas, as redes TV Diário e Gênesis) até o surgimento da TV Aparecida em 2007. No final do ano de 2005, a retransmissora da cidade do Rio de Janeiro saiu do ar.
No fim do ano, a grade que tinha apenas 5 horas é reduzida ainda mais. Lilian Witte Fibe que tinha sido contratada em junho de 2005 e foi demitida em uma passagem relâmpago pela emissora, saindo em setembro do mesmo ano; Witte fibe tinha contrato até maio de 2006, mas como a emissora não tinha verba para manter a telejornal no ar, o contrato de vínculo foi reiscindido unilateralmente; ela apresentava o Jornal 21 na emissora, o programa Blog 21 foi cancelado e seus apresentadores Felipe Xavier, Marcelo Markss, Xis e Paola Bragança também foram demitidos. Entre os apresentadores demitidos, se encontram também Mariana Weickert, Soninha, Marcelo Tas, entre vários.
Além disso, o canal do Grupo Bandeirantes terminou o contrato que permitia exibir os programas Top of the Pops, Seinfeld, Absolutely Fabulous, That '70s Show, Will and Grace, Sex and the City, A Feiticeira, Jeannie é um Gênio, entre várias outras séries. Cancelou o programa Doc 21 e os planos do Top of the Pops Brasil, que estrearia em breve e rompeu contratos com Larry King.
No início de 2006, a Rede 21 viu como saída exibir os programas da Gamecorp, que até então os exibia na Mix TV.

### 2006–2008: Fase PlayTV
Em 5 de junho de 2006, surge o projeto PlayTV, fazendo com que o nome Rede 21 deixasse de ser usado. O canal passou a transmitir programas da Gamecorp na faixa das 17h às 22h, posteriormente sendo aumentado para ir até a meia noite, enquanto o horário restante seria administrado pela Bandeirantes para exibição de infomerciais e produções próprias, sendo elas o Jornal Dez, Saca Rolha, além de transmissões ao vivo de eventos da Fórmula Indy. O contrato, com duração de dez anos, previa a utilização da frequência do canal 21 para a produção de conteúdos pela Gamecorp, porém, a concessão ainda pertencia ao Grupo Bandeirantes.
Porém, a associação do Grupo Bandeirantes com a empresa Gamecorp provocou várias denúncias pela imprensa, pois o presidente da empresa, Fábio Luís Lula da Silva conhecido como Lulinha, é filho do então presidente da república, Luiz Inácio Lula da Silva, foi alvo de denúncias que apontaram rápido enriquecimento no patrimônio pessoal graças à presença do então presidente Lula no poder á época.
A parceria que deveria durar até 2016, começa ser desfeita com o fim dos programas da PlayTV no início de 2008, pois o acordo Rede 21 e PlayTV não alavancou a audiência, que estava em queda, tampouco o faturamento da emissora. Sendo assim a PlayTV saiu do ar sem aviso prévio, passando a ser transmitida via internet e com parte de seu conteúdo no Canal Oi.

### 2008–2022: Retorno da Rede 21 e parceria com igrejas
O fim dos programas da PlayTV só ocorre no fim da noite do dia 6 de julho de 2008, num dia de domingo, onde ocorre a última exibição, depois da não renovação do contrato entre o Grupo Bandeirantes e a Gamecorp. No dia seguinte, a Rede 21 voltou ao ar com nova programação, sem nenhum vestígio da PlayTV. No entanto, a volta repentina da rede surpreende, pois ocorreu sem prévio aviso nem aos telespectadores e a imprensa. Desta vez, a Rede 21 trouxe o programa Território Livre, que foi apresentado por Jackeline Petkovic e Maurício Mendes, apresentado de segunda a sexta às 22h30min.
Em 1.º de agosto, menos de um mês depois do fim da parceria com a Gamecorp, o Grupo Bandeirantes fechou novo contrato com outro grupo, desta vez religioso, a Igreja Mundial do Poder de Deus durante 5 anos. A igreja evangélica ocupava a Rede 21 desde 7 de julho, durante 7 horas na programação da emissora, das 3h até ás 10h.
No dia 10 de agosto, dez dias depois do acordo, a emissora passa a exibir 22 horas da IMPD, substituindo diversos programas da emissora e programas independentes. A nova programação da emissora é desenvolvida pelo pastor Ronaldo Didini, gestor do Rede 21, através da retransmissão da Rede Mundial pela TV a cabo.
Em outubro, o Jornal Dez é extinto e no lugar entra o Doc.21. O novo telejornal não tem apresentadores, exibindo matérias que foram exibidas pelo BandNews TV sem geradores de caracteres.
Em 13 de novembro, o Superior Tribunal de Justiça anuncia que não vai examinar, por perda de prazo, o recurso especial por meio do qual a Rede 21 pretendia modificar a decisão do Tribunal de Justiça de São Paulo que negou o pedido de indenização contra a Editora Abril e três jornalistas (Diogo Mainardi, Alexandra Oltramari e Julio César de Barros), em razão das matérias publicadas pela revista Veja em 2006 envolvendo o canal de TV e Fábio Luís Lula da Silva, filho do presidente da República (Lula) e acionista da Gamecorp.
A IMPD inaugurou no dia 19 de novembro um parque de estúdios denominado Cidade Mundial.
Em dezembro, o Doc.21 passa a ocupar às duas horas da programação das 22h à 0h após saída de programas independentes. O Doc.21, foi em suas duas horas de duração preenchido por intervalos comerciais cujos anunciantes. A soma dos intervalos resultava no tempo de 50 minutos, baixando para pouco mais de uma hora a programação própria da Rede 21. Posteriomente a emissora teve que pagar uma multa por não exibir os 5% de conteúdo noticioso, previsto em lei.
Em julho de 2009, a Rede 21 volta a transmitir a Fórmula Indy, a cada duas semanas aos domingos, ao entrar em cadeia com o BandSports.
Em setembro, o Doc.21 é substituído de horário. A IMPD passa a ocupar o horário das 22h à 0h, e o Doc.21 passa a ser apresentado das 8h30 às 9h da manhã, 11h30 da manhã às 12h e das 13h às 13h15, sem intervalos. A Fórmula Indy deixa de ser exibida pelo canal, coincidindo com o fim da temporada 2009, não sendo transmitido em 2010, uma vez que a Bandeirantes transmitiu a temporada completa.
No fim de setembro de 2012, a Igreja Mundial alugou um canal na NET, por um custo mensal de aproximadamente 500 mil reais, o mesmo preço da Rede 21. Santiago poderia desistir da Rede 21, mas preferiu renovar o contrato até 2015 Os arrendamentos custam 18 milhões de reais mensais, para Igreja Mundial do Poder de Deus, isso tudo somando rádio e emissoras de TV pequenas espalhadas pelo Brasil. Santiago estava devendo à Grupo Bandeirantes, proprietária da Rede 21, mas pagou a dívida, colocando um imóvel em Santo Amaro como garantia. A imprensa afirma que Valdemiro Santiago estaria negociando a compra da Rede 21 e a CNT, apesar dos arrendamentos terem sidos renovados, a venda de ambos os canais não se concretizaram.
Em 21 de outubro de 2013, a Igreja Mundial perde seu espaço na programação da Rede 21 devido aos constantes atrasos de pagamento do aluguel da programação, sendo assim, a Igreja Universal do Reino de Deus passaria a arrendar o espaço deixado pela Mundial, o que poderia acontecer nas próximas semanas.
Na meia-noite do dia 8 de novembro, depois de mais de cinco anos, a Rede 21 deixou de transmitir a programação da Rede Mundial para exibir a programação de outra emissora do Grupo Bandeirantes, o Terraviva, sem prévio aviso à imprensa e nem as afiliadas e retransmissoras, pegas de surpresas naquele dia. No dia seguinte, os programas do Terraviva são substituídos pela programação da TV Universal e o Doc.21 e o Jornal Terraviva passam para as madrugadas das emissora.

### 2022–2023: Rompimento com a Igreja Universal e retransmissão dos canais irmãos
Em fevereiro de 2022, o Grupo Bandeirantes de Comunicação, proprietária da Rede 21, e a Igreja Universal do Reino de Deus, não chegaram a um novo acordo, resultando na saída da programação do conteúdo religioso e voltando a programação normal da emissora, seguindo a reestruturação da empresa, sendo apresentado dois projetos, com o primeiro trazendo o foco em prestações de serviços voltados a São Paulo, como era em sua primeira fase entre 1996 e 2005, além de ser um desejo do Grupo Bandeirantes, e o segundo que é um canal totalmente voltado ao mundo empresarial, tal qual foi apresentado em um projeto em 2021 para a TV por assinatura, sendo lançado meses depois recebendo o nome de Canal Empreender.
No dia 13 de abril de 2022, é anunciado que o Grupo Bandeirantes iniciou uma ação judicial contra a Igreja Universal, sob acusação de calote, referentes aos meses de dezembro de 2021 e março de 2022, chegando a um valor de R$10,7 milhões em parcelas atrasadas. Segundo a alegação da Bandeirantes, a Igreja Universal pagava um valor de R$5 milhões para ocupar o espaço da Rede 21, enquanto que a Universal alega um pagamento de R$11,7 milhões. O caso corre na 21ª Vara Cível do Tribunal de Justiça de São Paulo. O Grupo Bandeirantes entrou em fevereiro com um pedido de execução das cartas promissórias vencidas dos meses de dezembro de 2021 e janeiro de 2022, com o pedido sendo atendido. No entanto, a Igreja Universal entrou com uma liminar pedindo recontagem do dinheiro devido a Bandeirantes, alegando que o valor em atraso (R$8,4 milhões em duas parcelas de R$4,2 milhões) é menor do que é afirmado pelo Grupo em questão (R$10,7 milhões), com o pedido sendo aceito, revogando a primeira liminar.  A IURD pagou no dia 7 de março, R$7,034 milhões para que a briga chegasse ao fim, o que não surtiu efeito. O Grupo Bandeirantes também chegou a abrir mão de R$222,3 milhões pelo aluguel de horário da Universal na Rede 21, aceitando um valor 50% menor do contrato entre abril de 2020 e novembro de 2021, com a redução sendo iniciada no período crítico da Pandemia de COVID-19. Segundo a Igreja, o valor integral voltaria a ser pago assim que a vacinação avançasse, o que não aconteceu. No dia 18 de dezembro, a justiça determina que o Grupo Bandeirantes devolva R$50,3 milhões à Igreja Universal, uma vez que o valor foi depositado na conta judicial da Bandeirantes enquanto rolava o processo, como parte do encerramento do imbróglio de forma amigável. Além disso, a Igreja acusou a Rede 21 de não cumprir um dos combinados durante o fechamento da parceria, que era de expandir o sinal da emissora em boa parte do país.
No dia 9 de maio de 2022, a Rede 21 passou a exibir o telejornal matutino Primeiro Jornal em cadeia com outras emissoras do Grupo Bandeirantes. Nos últimos minutos de programação no dia 9 de dezembro de 2022, durante a exibição do programa A Última Porta, é lido um editorial contra a Rede 21. Nele, o bispo Renato Cardoso, explicou o motivo que levou a retirada da programação da Universal da emissora, alegando que a mesma descumpriu cláusulas contratuais. Após isso, no primeiro minuto do dia 10, a programação da Igreja Universal deixa de ser exibida pela emissora. O espaço foi preenchido de maneira direta, inicialmente pelo Canal Empreender e no dia 10 de maio de 2023, foi preenchido pelo Terraviva, sem exibir a logomarca e as vinhetas da 21. Em 17 de maio, a Rede 21 iniciou a retransmissão da programação da Igreja Unida Deus Proverá, ficando no ar até o dia 30 de abril de 2024, retomando a veiculação de conteúdo religioso em sua grade.

### 2023–presente: Projeto esportivo e retorno da Igreja Universal
Em junho de 2023, o Grupo Bandeirantes passou a avaliar propostas de grupos de comunicação nacionais e internacionais para arrendar a programação da Rede 21. Apesar do anúncio de um possível arrendamento, em 16 de agosto, o Grupo Bandeirantes estudava a criação de um canal esportivo na TV aberta, usando o espaço da Rede 21. Também foi cogitado a transmissão de alguns jogos do Campeonato Saudita de Futebol. pela temporada 2023-24 na emissora, o que marcaria o retorno de transmissões esportivas pelo canal desde 2009, quando a emissora transmitia algumas corridas da então Fórmula Indy (hoje IndyCar Series).
Em 21 de agosto, foi anunciado que a Rede 21 retornaria à programação com seu antigo nome de fundação, Canal 21. O Grupo Bandeirantes confirmou a mudança em 1º de setembro, com a estreia da nova programação focada no mundo dos esportes prevista para 4 de setembro. Entre os primeiros membros integrantes estavam os jornalistas Fernando Fernandes, Paloma Tocci e Lívia Nepomuceno. Em 3 de setembro, o Grupo Bandeirantes anunciou o adiamento da estreia do Canal 21 devido a questões técnicas, revisando sua decisão anterior de estrear em 4 de setembro, conforme inicialmente divulgado. A nova data prevista passou a ser em 11 de setembro de 2023.. No dia 11 de setembro, a estreia do Canal 21 não ocorreu e uma nova data ainda seria anunciada, uma vez que os trabalhos ainda se encontravam em fases de testes. Na pré estreia da nova programação, o canal foi transmitido na plataforma Bandplay, e foi disponibilizado pela primeira vez no dia 2 de setembro em período de testes, sendo retirado do ar, logo após a pré estreia do canal. E apesar da estreia da nova programação não tem acontecido o Canal 21 passou a ser disponibilizado através do site da Band já no dia 3 de setembro. Em 28 de setembro, foi anunciado que a direção do Canal 21 optou por suspender o planejado retorno da emissora. Internamente, era discutido que o lançamento de um projeto esportivo em TV aberta possivelmente demandaria de altos custos de produção dos programas, além de dificuldades de se reinserir no mercado. Em 4 de outubro, foi divulgado que o Grupo Bandeirantes optou por não dar continuidade ao projeto de um canal esportivo, mas voltando a investir em produções variadas como era em sua primeira fase quando foi um canal voltado à São Paulo e em partes do período pré PlayTV quando investiu neste nicho durando apenas um mês.
Em 1º de maio de 2024, o canal voltou a retransmitir a programação da TV Universal após a Band retomar uma parceria com a Igreja Universal do Reino de Deus. Após um período de disputas legais e acusações mútuas, as duas partes chegaram a um novo acordo, permitindo que o Canal 21 volte a destinar 22 horas diárias de sua programação para conteúdos da Igreja Universal.

## Programação
Com a parceria com a Igreja Universal do Reino de Deus, a programação da emissora até o dia 9 de dezembro de 2022 era composta em sua maior parte por produções da TV Universal. De 2008 a 2014, com o aluguel de sua programação para igrejas, tinha como única produção própria o Doc.21, um boletim de notícias que compilava matérias e reportagens especiais exibidas nos canais de televisão do Grupo Bandeirantes. Em 2016, o jornalístico volta a ser exibido, juntamente com uma reapresentação do Jornal Terraviva, do canal Terraviva. Exibiu entre os dias 9 de maio até 9 de dezembro de 2022, a primeira hora do Primeiro Jornal, em cadeia com outras emissoras do Grupo Bandeirantes.
Entre os dias 10 de dezembro de 2022 e 9 de maio de 2023, a emissora passou a exibir de maneira direta a programação do Canal Empreender. Com a mudança de programação, também foram suspensas as exibições do Jornal Terraviva, reprises de atrações do BandNews TV, e a primeira hora do Primeiro Jornal. A partir de 10 de maio, a emissora começou a exibir a programação do Terraviva. Em 17 de maio, a grade de programação foi mesclada com os cultos da Igreja Unida Deus Proverá.
Em 30 de agosto de 2023, a Rede 21 anunciou a estreia daquela que seria a sua nova programação, incluindo programas como Descarga Elétrica, Mulher na Área, Nitro, Show de Bola, Arena UFC, 21 Minutos, 21 News e Online 21. Além disso, a programação iria incluir reprises de programas esportivos da Rede Bandeirantes, da Rádio Bandeirantes e da BandNews FM. No mesmo dia, também foi anunciada pelas redes sociais, a transmissão do jogo entre Al Fateh contra Al-Ahli Saudi Football Club em 2 de setembro, pelo Campeonato Saudita, com narração de Oliveira Andrade. No dia 18 de fevereiro de 2024, o canal 21, em parceria com o canal irmão BandSports, realizou a transmissão da primeira prova da Nascar (National Association for Stock Car Auto Racing) na TV aberta.

## Controvérsias

### Caso Luciana Bonafé
Em 2001, a apresentadora do telejornal Jornal das 10, a jornalista Luciana Bonafé Ferraz do Amaral, foi obrigada a se afastar do telejornal e da Rede 21, após exames de rotina ter descoberto o câncer de mama em estágio inicial, mas com alta porcentagem de desenvolvê-la e matá-la em poucos anos.
Em virtude da doença, Luciana Bonafé precisou se submeter a mastectomia (remoção total das mamas) e fazer tratamento quimioterápico, que provocou total queda de cabelos. Mesmo assim, com esses problemas, não se afastou do trabalho na Rede 21, onde propôs por escrito à sua chefia que permanecesse na apresentação no telejornal.
Há algum tempo, ao receber resposta da chefia da emissora, na época presidida por Ubirajara Valdez, ela se surpreendeu com a resposta dada por ele sobre a própria saúde e que não aceita a volta ao telejornal, presenciada por várias testemunhas dentro da emissora: “a novela ‘Laços de Família’ acabou. A personagem morreu. O Canal 21 não se presta a experiências”.
Em razão da resposta agressiva, Luciana Bonafé resolveu nunca comparecer na emissora e entrar processo contra o Grupo Bandeirantes de Comunicação (responsável pelo canal) por danos morais e de que a empresa ter impedido de trabalhar na emissora e ainda denunciar a emissora por fraude de contratação (de 1994 a 1998 era contratada pela Rede Bandeirantes, quando foi transferida para Rede 21 até sair no final de 2001, como se tivesse trabalhando única emissora). No processo, agora a ex-jornalista da emissora pediu R$ 1,00 para reparar dano moral sofrido, mas o grupo preferiu recorrer da sentença.
Em 3 de dezembro de 2004, a Rádio e Televisão Bandeirantes Ltda e a Rede 21 de Comunicações Ltda foram condenadas pela Justiça a indenizarem ex-apresentadora de telejornal, a jornalista Luciana Bonafé. A decisão é da 1ª Turma do Tribunal Regional do Trabalho da 2ª Região (São Paulo). A jornalista pedia R$ 1,00 (valor simbólico) para reparar dano moral sofrido, mas a Justiça estipulou o valor de R$ 25 mil, que será revertido em favor do Hospital do Câncer de São Paulo. No entanto, o grupo decidiu recorrer da sentença.
Em 29 de novembro de 2007, o Grupo Bandeirantes tentou Mandado de Segurança contra Justiça para não indenizar a ex-jornalista, que nos valores atuais e com juros, chegava aos R$ 233.342,47, mas a Justiça negou recurso. O caso segue em andamento.

### Parceria com a Gamecorp
Em 2006, após quase dez anos de atividades, a Rede 21 foi temporariamente substituída pela PlayTV a partir de 5 de junho, em decorrência de uma crise na emissora. O Grupo Bandeirantes, diante dessa situação, firmou uma parceria com a Gamecorp, responsável pela PlayTV. Dessa forma, a Rede 21 passou a transmitir a programação da PlayTV das 17h à meia-noite, enquanto o restante da grade horária continuou sob administração da Bandeirantes.
Porém, a associação do Grupo Bandeirantes com a empresa Gamecorp, provocou várias denúncias pela imprensa, pois o presidente da empresa, conhecido como Lulinha, é o filho do Presidente da República, Luiz Inácio Lula da Silva.

### Multa
Em 19 de fevereiro de 2013, em publicação do jornalista Daniel Castro, do R7, afirma que a Rede 21 foi multada por 12 794,08 reais pelo Ministério das Comunicações, por não cumprir a lei que obriga todas as emissoras e redes de televisões brasileiras com sinal aberto a terem pelo menos 5% por dia (72 minutos) na grade de programação de jornalismo como uma das formas para manter concessão a cada 20 anos, e a fiscalização realizada no dia 27 de março de 2012 constatou o não cumprimento da lei pelo canal. A publicação teve repercussão imediata na imprensa on-line, mas apesar disso, o primeiro a publicar essa informação foi o Diário Oficial da União (DOU), no dia 15 de fevereiro, quase uma semana depois, sem nenhum órgão da imprensa dar destaque ao fato até a publicação do jornalista Daniel Castro. Ao saber da informação da multa, o Grupo Bandeirantes de Comunicação nega às informações da DOU ter infringido a lei e cumpre a norma legal, alegando que o canal transmite diariamente dois telejornais de meia hora cada um e mais um boletim de 15 minutos, totalizando 75 minutos de jornalismo diário produzidos com conteúdo dos canais pagos do grupo, três minutos a mais do que o necessário que ela exibe (72 minutos) do que o exigido pela lei 4.117, de 1962. A multa teve repercussão na imprensa on-line, por ser a rede que foi arrendada para IMPD.
Em julho de 2008, sem aviso prévio a PlayTV deixou a programação da Rede 21, no mesmo dia a Rede 21 voltou a transmitir sua programação normal. O motivo do fim da parceira seria pelo fato da PlayTV não dar bons índices de audiência para o canal da família Saad.

### Penhora de Bens da Igreja Mundial
No dia 30 de junho, o juiz Carlos Eduardo Borges Fantacini, da 26.ª Vara Cível da Justiça do Estado de São Paulo, determina penhora de 10% do faturamento bruto da Igreja Mundial do Poder de Deus, incluindo dízimos, doações e quaisquer outros tipos de arrecadações. O processo é movido pelo Grupo Bandeirantes de Comunicação em novembro do ano passado que cobra da igreja evangélica ter deixado de pagar pelo espaço usado para veicular programas próprios na Rede 21, o que levou a direção a não continuar a transmitir os cultos da igreja. O Grupo Bandeirantes é defendido pelo advogado Cristiano Zanin Martins, do escritório Teixeira, Martins & Advogados. Por outro lado, nem a Igreja Mundial do Poder de Deus e nem o Grupo Bandeirantes não comentaram sobre este processo.